# Historias clandestinas en La Habana
 Historias clandestinas en La Habana  és una pel·lícula del'Argentina filmada en color dirigida per Diego Musiak sobre el seu propi guió que es va estrenar el 8 de maig de 1997 i que va tenir com a actors principals a Susú Pecoraro, Jorge Perugorría, Ulises Dumont i Verónica Lynn. Va ser filmada íntegrament a l'Havana, Cuba.

## Sinopsi
Diverses històries d'amor que transcorren a l'Havana: Laura, una argentina que coneix a Frank, un taxista divorciat que viu amb la seva mare, la que es retroba amb Francisco, un empresari que viu solitari i trist, Carlos i Jaime, que han d'ocultar la seva condició homosexual i un periodista i la seva fotògrafa que somien guanyar un premi.

## Repartiment
Hi van intervenir els següents intèrprets:
- Susú Pecoraro
- Jorge Perugorría
- Ulises Dumont
- Verónica Lynn
- Jorge Martínez
- Rosario de la Uz
- Luis García
- Humberto Páez

## Comentarios
Gustavo J. Castagna  a El Amante del Cine va escriure:
| « | «…un reajunti de postals turístiques filmades com si es tractés d'un aficionat..» | » |

Gustavo Noriega a El Amante del Cine va opinar:
| « | «Una idea interessant, la de creuar històries petites en una ciutat bella com a fons, es converteix en un avís de la Secretaria de Turisme de Cuba que no honra a aquest país ni als assoliments de la seva revolució.» | » |

Aníbal M. Vinelli a Clarín va dir:
| « | «Manca de pretenciosidad i eludeix la grandielocuencia. I proposant-se menys, aconsegueix més, a partir dels relats entrecreuats de quatre parelles atípiques jugades per un elenc binacional i de parella eficiència.» | » |

Manrupe i Portela escriuen:
| « | «…una gran postal, excusada en un encreuament d'històries esbossades, algunes inconnexes o amb diàlegs improbables…Malgrat tot, una pel·lícula amigable.» | » |

## Premis
El film va obtenir els següents premis:
Asociación de Cronistas Cinematográficos de la Argentina, Premis Cóndor de Plata 1998
- Ulises Dumont nominat al premi al millor actor de repartiment.

Festival Cinequest San Jose de San José, Califòrnia 1998
- Pel·lícula guanyadora del Premi del Públic juntament amb Desafiando la gravedad (1997).
- Pel·lícula nominada al Premi Maverick Spirit